# 아기상어 올리 뚜루루뚜루
《아기상어 올리 뚜루루뚜루》는 더핑크퐁컴퍼니에서 만든 애니메이션으로, KBS 1TV에서 2020년 4월 30일부터 7월 30일까지 매주 목요일에 방영했다. 아기상어 올리와 상어가족을 주인공으로 한 2D 애니메이션 시리즈로, '2020 대한민국 콘텐츠 대상’에서 애니메이션 부문 대통령상을 수상한 바있다.

## 방송 일시
| 방송 채널 | 방송일                     | 방송 시간 |
| --------- | -------------------------- | --------- |
| KBS 1TV   | 2020년 4월 30일 ~ 7월 30일 | 종료      |

## 등장 인물
- 올리
- 아빠 상어
- 엄마 상어
- 할아버지 상어
- 할머니 상어
- 윌리엄
- 치치
- 레이
- 쌩쌩이
- 몰라몰라
- 레오

## 목소리 출연
- 김서영: 올리
- 여민정: 윌리엄, 레오
- 정재헌: 아빠 상어, 쌩쌩이
- 문남숙: 엄마 상어, 레이
- 이원찬: 할아버지 상어, 몰라몰라
- 김은아: 할머니 상어, 치치

## 제작진
- 책임프로듀서: 이경묵
- 프로듀서: 목훈
- 제작 기획: 김민석
- 감독: 변희선
- 프로듀서: 정보름, 박소영, 조슬기, 황현지, 방혜인, 신주영
- 음악 기획: 정보름, 박소영, 조슬기
- 시나리오: 박지연
- 스토리보드: 이혜진, 김예원
- 책임 디자인: 장현남
- 캐릭터 디자인: 이혜진
- 배경 디자인: 김예원
- 마케팅 디자인: 김지은, 이소미
- 제작협력: 주주스/디자인피넛/스튜디오반달/아트플러스엠
- 사업 총괄: 김민석, 이승규
- 배급: 주혜민, 김난새, 안지현
- 마케팅: 윤승현, 윤현조, 이은지
- 주제가
  - 작곡: 윤주현, 김욱, 김정아
  - 작사: 더핑크퐁컴퍼니, 김정아
  - 녹음/믹싱: 엄찬용
  - 마스터링: 도정휘
  - 노래: 권기연, 이정은, 노시온, 노시영, 김사섬(시즌1)
  - 노래: 더보이즈(시즌2 이후)
- 음악 감독: 김정아(사운즈쿨), 김태호(뜻밖의 음악실)
- 동요: 키즈캐슬/이든레코즈
- 배경 음악: 박진현, 윤주현, 김정아
- 음향 효과: 뜻밖의 음악실
- 편집: 이혜진
- 해양 정보 감수: 명정구(한국해양과학기술원)
- 기술 지원: 손동우
- 영상 마스터링: sba 미디어콘텐츠센터
- 홈페이지: KBS미디어 정유현
- 종합편집: 강희수
- 조연출: 차한결
- 연출: 목훈
- 기획: KBS
- 제작: The Pinkfong Company

## 방영 목록
| 회차       | 제목                     | 방송 일자       |
| ---------- | ------------------------ | --------------- |
| 1화        | 아기상어의 새로운 친구   | 2020년 4월 30일 |
| 2화        | 상어가족 목욕탕          | 2020년 5월 7일  |
| 3화        | 가자! 난파선으로         | 2020년 5월 14일 |
| 4화        | 우리 모두 멋져!          | 2020년 5월 21일 |
| 5화        | 못말리는 수영시합        | 2020년 5월 28일 |
| 6화        | 바다로 94길 귀신 소동    | 2020년 6월 4일  |
| 7화        | 아기상어의 화산 모험     | 2020년 6월 11일 |
| 8화        | 바다 최고 사랑꾼은 누구? | 2020년 6월 18일 |
| 9화        | 이빨 도둑을 잡아라       | 2020년 6월 25일 |
| 10화       | 우리는 정어리예요!       | 2020년 7월 2일  |
| 11화       | 수상한 침입자            | 2020년 7월 9일  |
| 최종화(12) | 뚜루루뚜루 바다 음악회   | 2020년 7월 30일 |

## 결방 및 편성안내
- 2020년 7월 16일: KBS 뉴스특보 이재명 대법원 선고 및 중계방송 21대 국회 개원식의 관계로 인해 결방했다.
- 2020년 7월 23일: 중계방송 국회 대정부질문-경제분야 의 관계로 인해 결방했다.